# Beck's Bolero
«Beck's Bolero» es una canción instrumental grabada por el guitarrista británico Jeff Beck en 1966. Ha sido descrita como «una de las canciones instrumentales más grandiosas del rock, de alcance épico, armónica y rítmicamente ambiciosa pero infundida de energía primitiva». «Beck's Bolero» presenta una melodía con múltiples partes de guitarra, impulsada por un ritmo inspirado en Bolero de Ravel.
En la sesión de grabación participaron músicos como Jimmy Page, Keith Moon, John Paul Jones y Nicky Hopkins, quienes más tarde reconocieron que esta reunión fue importante para el nacimiento de Led Zeppelin. Sin embargo, existe un desacuerdo sobre los créditos de composición y producción. A pesar de ser acreditada únicamente a Page, Beck afirma que hizo contribuciones significativas a la composición. Asimismo, Page y Simon Napier-Bell reclaman haberla producido, crédito que finalmente recibió Mickie Most.
«Beck's Bolero» fue publicada diez meses después de su grabación como lado B del primer sencillo de Beck, «Hi Ho Silver Lining». El guitarrista todavía incluye esta canción en la mayoría de sus presentaciones en vivo y otros músicos han grabado diversas versiones de la misma.

## Antecedentes
La sesión de grabación de «Beck's Bolero» fue concebida como un proyecto paralelo de Jeff Beck mientras era miembro oficial de la agrupación The Yardbirds. «Se decidió que sería una buena idea grabar algo de mi propio material... en parte para que dejara de quejarme de los Yardbirds», afirmó Beck. La sesión fue reservada para el mes de mayo de 1966 en los estudios IBC de Londres. Beck convocó a su amigo Jimmy Page, quien justamente lo había recomendado como reemplazo de Eric Clapton en The Yardbirds, para que aportara algunas ideas de composición.
Aunque aún existen desacuerdos en cuanto a los créditos de composición de la canción, tanto Beck como Page coinciden en que este último tuvo la idea inicial al tocar algunas notas en una guitarra de doce cuerdas, usando un ritmo basado en Bolero, de Maurice Ravel. Bolero es una pieza orquestal de un solo movimiento compuesta por Ravel en 1928, «construida sobre un patrón persistente y repetitivo, apoyado por un redoblante... recreando el patrón del bolero español para orquesta completa», según el biógrafo de Jeff Beck, Martin Power. Se desarrolló una línea melódica para guitarra y una sección central que recuerda los arreglos de las canciones «For Your Love» y «Shapes of Things» de The Yardbirds.
Con poco más que el esquema de una canción y con la presencia de Page en el estudio, Beck se puso en contacto con Keith Moon de The Who, a quien consideraba uno de sus bateristas favoritos. Moon no estaba contento en su banda en ese momento y aceptó participar en las sesiones de grabación. Para evitar inconvenientes con Pete Townshend y Kit Lambert (guitarrista y representante de The Who respectivamente), Moon exigió que su participación se mantuviera en secreto. El baterista además recomendó a su compañero de banda, John Entwistle, para que aportara las líneas del bajo.

## Grabación

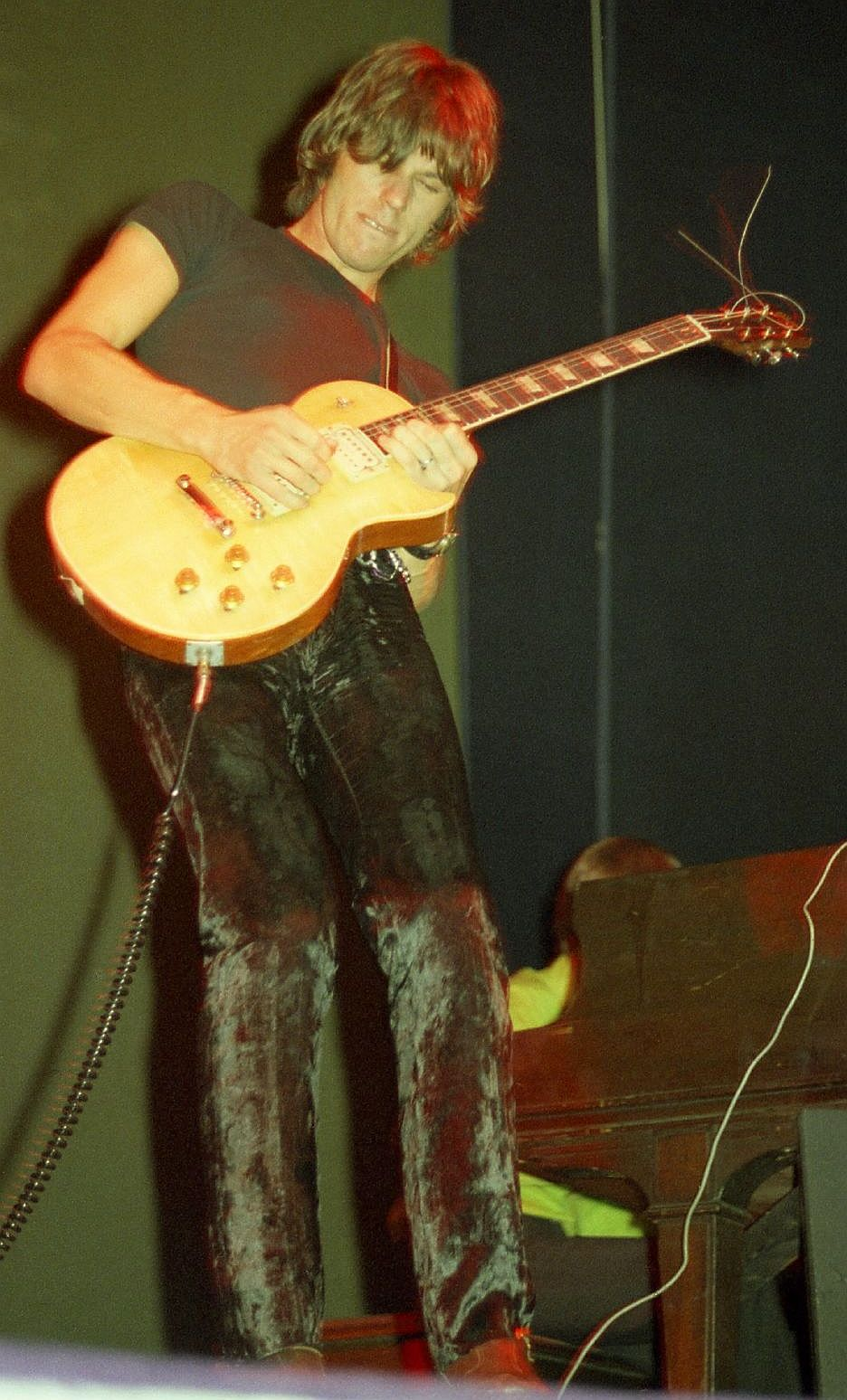
Jeff Beck en el Fillmore East, 1968.

La grabación de la canción se llevó a cabo en los estudios IBC entre el 16 y el 17 de mayo de 1966 (aunque existen algunas versiones que afirman que esta se realizó en noviembre de 1966, poco tiempo después de la salida de Beck de The Yardbirds). Moon llegó al estudio vestido con gafas de sol y un sombrero de cosaco ruso. Ante la inasistencia de Entwistle, los músicos John Paul Jones y Nicky Hopkins fueron contratados a último momento para grabar el bajo y el piano respectivamente. Existe una versión no confirmada que asegura que el guitarrista Ritchie Blackmore estuvo presente en la grabación, pero su participación no ha sido corroborada por ninguno de los asistentes a la sesión. Napier-Bell, productor de The Yardbirds y promotor original de la idea, estuvo presente en el estudio.
Para las partes de guitarra, Beck usó una Gibson Les Paul y un amplificador Vox AC30 y Page tocó una guitarra de doce cuerdas Fender Electric XII. A mitad de la canción, Moon golpeó el micrófono del tambor con su baqueta. Refiriéndose a este hecho, Beck afirmó: «Puedes oír el grito mientras lo hace... todo lo que puedes oír a partir de entonces son platillos». Cuando Moon y Napier-Bell abandonaron la sesión, Beck y Page añadieron overdubs para completar la pista. Según Beck, dos o tres canciones fueron grabadas en la sesión, pero «Beck's Bolero» fue la única que se publicó oficialmente.

## Composición
La canción se divide aproximadamente en tres partes. La primera comienza con una reelaboración de la progresión de dos acordes de Ravel, transpuesta a la tonalidad de La. Martin Power señala que, mediante el uso de una guitarra de doce cuerdas, Page pudo aprovechar la «rica calidad de sonido del instrumento para emular el sonido orquestal del bolero». Beck introduce entonces la línea melódica en guitarra eléctrica con un efecto de distorsión, produciendo un sostenido indefinido alternando entre modos mayores y menores, descrito como «cautivante» por Power y como un «distintivo tono penetrante y siniestro» por el crítico Richie Unterberger. En la segunda sección, el piano, el bajo y la batería se encargan de aportar la tensión musical.  Unterberger describe la tercera sección como «alejada de la melodía principal, con una hermosa sección lenta en la que se destaca la guitarra slide». La cuarta sección regresa a la melodía principal, con la adición de más efectos de guitarra slide. La tensión aumenta a medida que la batería de Moon hace presencia, culminando con una pausa.
La segunda parte comienza con el grito de Moon, dando paso a un sonido más cercano al hard rock. «Fue idea mía cortar en el medio, al estilo de The Yardbirds», afirmó Beck. «Keith aceleró el ritmo y le dio un empujón extra. Es como un poco de The Who, un poco de los Yardbirds y un poco de mí». La guitarra, fuertemente distorsionada, proporciona «una frase de tonos gruesos y descendentes», según Power. También describe la pausa, inspirada en la técnica de The Yardbirds, como «un presagio de la era del heavy metal y del hard rock que estaba por llegar». La tercera parte regresa a la melodía principal, con rellenos de guitarra añadidos. La línea melódica es abandonada en la segunda sección, siendo reemplazada con múltiples tomas entrelazadas de efectos de guitarra. Concluye con una melodía de guitarra al estilo blues rock y un final abrupto.

## Lanzamientos
El lanzamiento oficial de «Beck's Bolero» se retrasó diez meses, cuando Jeff Beck lanzó su carrera en solitario tras dejar The Yardbirds. Fue incluida como lado B de su primer sencillo, "Hi Ho Silver Lining", el cual fue publicado el 10 de marzo de 1967 en el Reino Unido (Columbia DB 8151) y el 3 de abril de 1967 en los Estados Unidos (Epic 5–10157). En la versión inicial del sencillo en el Reino Unido, la canción aparecía simplemente como «Bolero», con todos los créditos de composición para Jeff Beck. Versiones posteriores incorporaron el nombre de «Beck's Bolero» y acreditaron a Jimmy Page como el único compositor.
El sencillo alcanzó la decimocuarta posición en la lista de éxitos UK Singles Chart y la posición número 123 en la lista Bubbling Under Hot 100 Singles de Billboard en tierras estadounidenses. Aunque la canción «Hi Ho Silver Lining» fue ignorada por las radios estadounidenses, «Beck's Bolero» logró mayor repercusión en el país anglosajón.
En 1968 la canción obtuvo mayor exposición al ser incluida en el álbum de estudio debut de The Jeff Beck Group, Truth. Publicado en los Estados Unidos en julio, el álbum alcanzó la decimoquinta posición en la lista Billboard 200 un mes después. Truth salió a la venta en octubre en el Reino Unido, pero no logró figurar en las listas de éxitos allí. En la versión monoaural británica, la canción aparece con una coda de guitarra de quince segundos. Esta versión se incluye como pista extra en el CD remasterizado de Truth de 2006 y en la reedición de Sundazed Records del álbum en vinilo. Las notas originales de la carátula del álbum no presentaban los créditos de grabación de la canción.
«Beck's Bolero» es una de las composiciones favoritas de Beck y ha sido tocada por el músico en gran cantidad de ocasiones, incluso como canción de apertura. Una versión en directo de 2008 fue incluida en su disco Live at Ronnie Scott's. El 4 de abril de 2009, Page presentó a Beck en el Salón de la Fama del Rock and Roll y juntos tocaron «Beck's Bolero» en la ceremonia de inducción, en la que Page tocó la guitarra Fender XII de 1965 que usó en la grabación de la pista.

## Desacuerdo sobre los créditos

### Producción

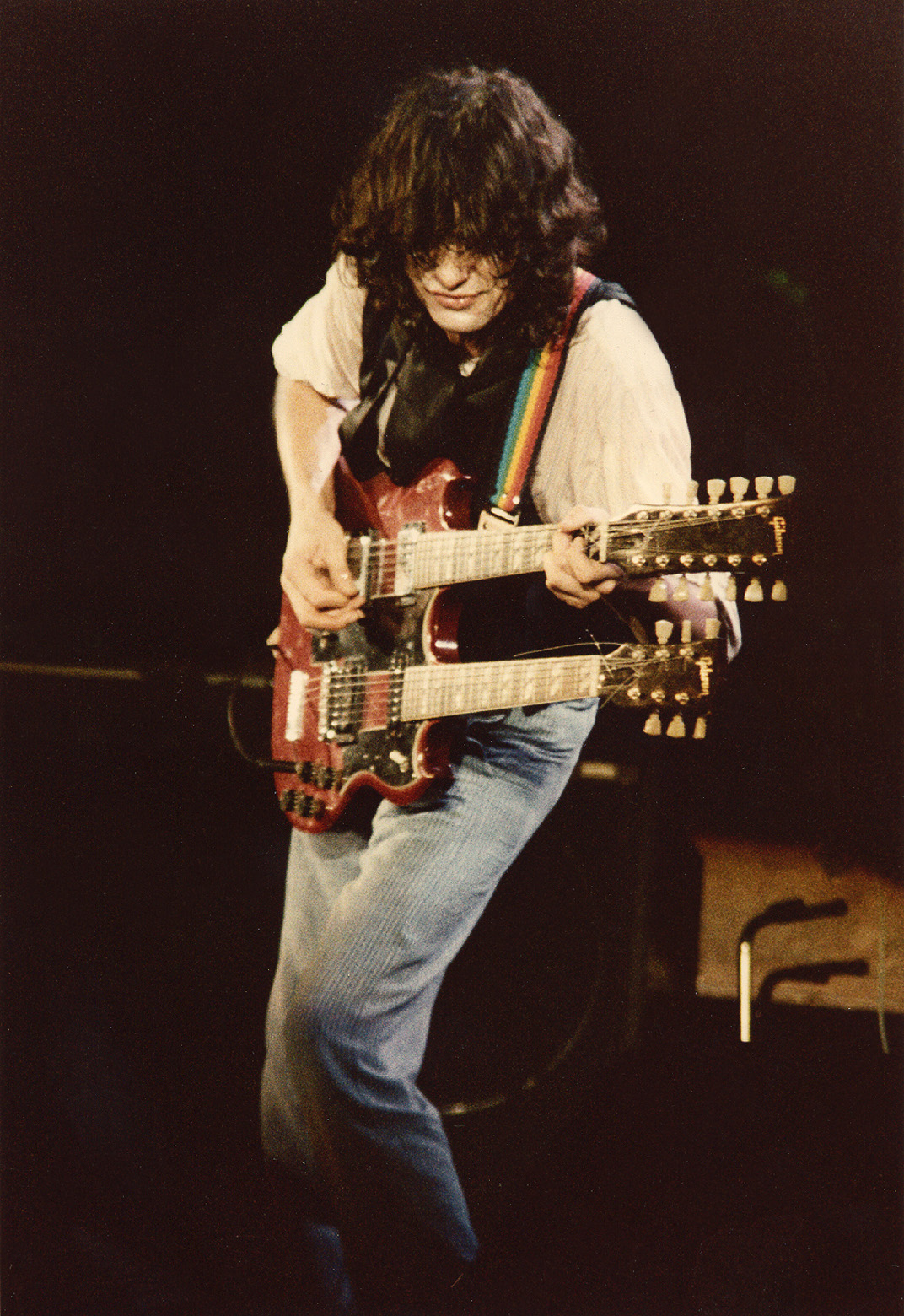
Jimmy Page asegura que los créditos de producción y composición de «Beck's Bolero» son suyos.

Mickie Most (productor de Jeff Beck), Simon Napier-Bell (productor de The Yardbirds) y Jimmy Page han reclamado el crédito de la producción de la grabación. Cuando se publicó «Beck's Bolero», Jeff Beck tenía un contrato vigente con Most. Aunque no participó en las sesiones, bajo los términos del contrato, Most recibió un «crédito de producción obligatorio» y es su nombre el que aparece en los créditos del sencillo y del álbum. Napier-Bell, que estuvo presente en la grabación, ha afirmado que su participación fue sustancial:

«Yo la produje, pero fui ingenuo al respecto. Cuando Mickie Most se convirtió en productor de Jeff, me preguntó si había alguna producción y le dije que teníamos a Bolero. Así que finalmente salió al mercado como una producción de Mickie Most, algo que siempre me ha molestado porque se trataba de un gran disco. Es culpa mía, de nadie más».

Sin embargo, en declaraciones de Jimmy Page, «la canción estaba lista y luego el productor, Simon Napier-Bell, desapareció... Nos dejó a Jeff y a mí para que la hiciéramos. Mientras Jeff tocaba yo estaba en la consola de grabación». Page afirma que, de hecho, él fue el productor real de la canción.

### Composición
La impresión inicial del sencillo de Columbia presentaba la canción como «Bolero» y a Jeff Beck como el único compositor. El nombre de Jimmy Page apareció en los créditos de composición y el nombre de la canción fue cambiado a «Beck's Bolero» a partir de la segunda impresión del sencillo. Beck, sin embargo, se ha atribuido el mérito de sus contribuciones a la composición. Tanto Beck como Page coinciden en que este último creó los acordes y el ritmo, influenciados por la composición de Ravel. Jeff Beck ha afirmado específicamente que las características principales de la línea melódica inicial de guitarra y la sección hard rock son suyas,  añadiendo además que la segunda sección contiene «el primer riff de heavy metal de la historia, y yo lo compuse». Aunque no abordó los detalles, Page afirmó: «La escribí, la toqué, la produje... y me importa un carajo lo que diga Jeff. Esa es la verdad», pero reconoce que «las partes de slide son suyas». Beck se encargó tiempo después de restar polémica al asunto, afirmando: «No obtuve ningún crédito como compositor, es así, se gana y se pierde a lo largo de los años». Ambos músicos han hecho varias apariciones juntos en conciertos y entrevistas a través de los años.

## Legado e influencia
Beck, Page, Hopkins, Jones y Moon quedaron satisfechos con el resultado de la sesión de grabación e incluso contemplaron la posibilidad de formar un grupo de trabajo para realizar grabaciones adicionales. Durante estas charlas se mencionó la célebre frase «caerán como un zepelín de plomo», usada por Page para nombrar a su nueva banda, con una ligera variación. Page atribuyó la frase a Moon, pero Beck y el futuro representante de Led Zeppelin, Peter Grant, afirmaron que Moon dijo: «caerán como un globo de plomo» y que Entwistle añadió acto seguido la frase: «más bien como un zepelín de plomo». El biógrafo Keith Shadwick señala que la formación de un grupo real en ese momento «nunca fue una opción real», debido a las obligaciones contractuales existentes.

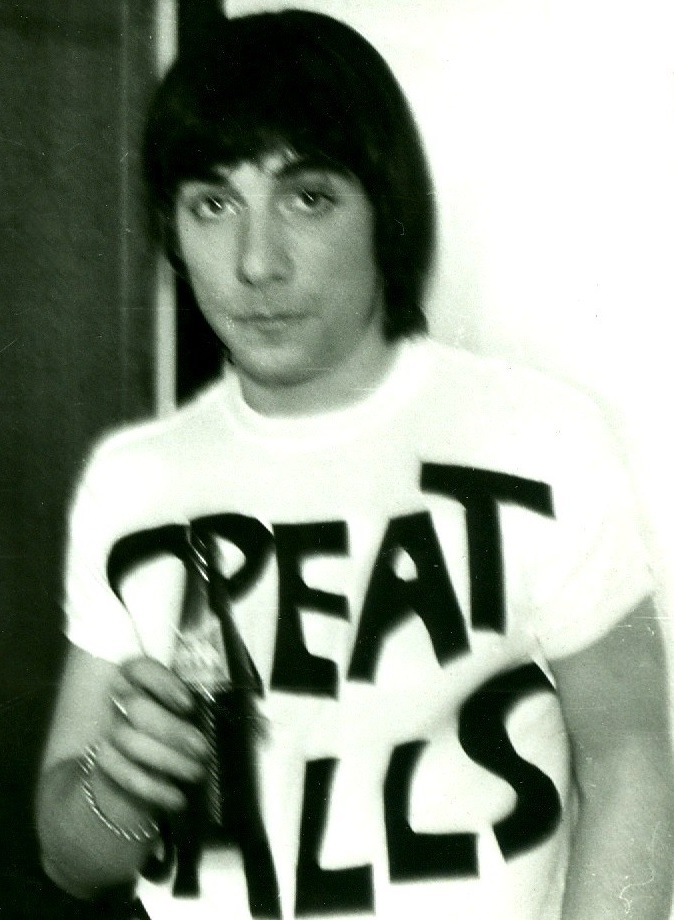
Keith Moon en Alemania, 1967.

Pese al deseo de Moon por mantener esta reunión en secreto, Pete Townshend terminó enterándose de la situación. En palabras de Jeff Beck: «Recuerdo a Townshend mirándome con recelo cuando se enteró... No quería que nadie se metiera en ese territorio en absoluto». Townshend además se refirió a Beck y a Page como «unos pequeños guitarristas de muy poco cerebro» al percibir su subterfugio. Page respondió: «Townshend se metió en el feedback porque no puede tocar una simple nota». Años después, Townshend explicó en una entrevista:

«Cuando Keith hizo la canción de Beck, no fue solamente una sesión, fue una jugada política. Fue en un momento en que el grupo estaba muy cerca de separarse. Keith era muy paranoico y estaba pasando por una adicción a las pastillas fuertes. Quería que el grupo suplicara por él por haberse unido a la banda de Beck».

Las diferencias entre Moon y Townshend se solucionaron y el baterista regresó a The Who poco tiempo después de la grabación. Un mes después, Page se unió a la formación de The Yardbirds y formó junto con Beck uno de los primeros dúos de guitarra líder en la historia del rock. En 1968, Hopkins se convirtió en miembro de The Jeff Beck Group y para las ejecuciones de «Beck's Bolero» durante su primera gira por Estados Unidos en junio, el cantante Rod Stewart tocó las partes de guitarra rítmica. También en 1968, Page fundó Led Zeppelin con Jones. El guitarrista incorporó algunas líneas melódicas y el ritmo de bolero en la sección central de la canción «How Many More Times» del álbum debut de Led Zeppelin.
«Beck's Bolero» ha sido incluida en varias listas de canciones destacadas y en Guitar Masters: Intimate Portraits, Alan di Perna la describe como «una de las canciones instrumentales más grandiosas del rock, de alcance épico, armónica y rítmicamente ambiciosa pero infundida de energía primitiva». La sesión de grabación de mayo de 1966 sucedió antes que otros hitos en la historia del rock psicodélico, como la formación de Cream, la llegada de Jimi Hendrix a Inglaterra, el álbum Revolver de The Beatles y el nacimiento del llamado Sonido de San Francisco. El guitarrista Mike Bloomfield manifestó que «Beck's Bolero» tuvo un «impacto significativo en Jimi Hendrix, quien la mencionó entre sus canciones favoritas». Beck recordó haber tocado una versión en vivo con Hendrix en la guitarra principal, aunque no existe ninguna grabación de este acontecimiento.
Según Paul Hornsby —quien tocó con Duane Allman en la banda Hour Glass antes de hacer parte de The Allman Brothers Band—, cuando Allman escuchó «Beck's Bolero» decidió aprender a tocar la guitarra slide. «A Allman le encantó la parte de slide y me dijo que aprendería a tocarla», recordó Hornsby. En 1970, Joe Walsh adaptó la sección de guitarra slide de «Beck's Bolero» en una canción de The James Gang. Titulada «The Bomber», la canción fue incluida en el álbum James Gang Rides Again. Varios artistas han grabado versiones de «Beck's Bolero», incluyendo a SRC, The Posies, Les Fradkin, Eric Johnson y Return to Forever.

## Citas
1. 1 2  di Perna, 2012.
2. 1 2 3 4 5 6 7  Power, 2011, p. 130.
3. 1 2 3 4  Noble, 1993.
4. ↑  Hjort, 2000, p. 49.
5. ↑  «Before Led Zeppelin: 13 Best Songs You Didn't Know Jimmy Page Played On». Billboard (en inglés). Consultado el 5 de septiembre de 2019.
6. ↑  «JEFF BECK On JIMMY PAGE - "We Were Two People On A Quest To Find Out How Things Were Done And Generally Enjoying This Thing With 100 Percent Attention To Detail"; Still On The Run: The Jeff Beck Story Out This Friday». bravewords.com (en inglés). Consultado el 5 de septiembre de 2019.
7. ↑  «Jeff Beck Remembers Recording With Jimmy Page, John Paul Jones & Keith Moon: We Hoped to Form a Band». www.ultimate-guitar.com (en inglés). Consultado el 5 de septiembre de 2019.
8. 1 2 3 4 5 6 7 8 9 10  Power, 2011, p. 131.
9. 1 2 3  Welch, 2009, p. 60.
10. 1 2 3  Neill, 2009, p. 83.
11. 1 2 3 4 5 6 7 8 9 10  Unterberger, Richie. «Jeff Beck: Beck's Bolero – Song Review». AllMusic (en inglés estadounidense). Consultado el 29 de junio de 2013.
12. 1 2 3 4 5 6 7 8 9  Power, 2011, p. 132.
13. ↑  «¿Quién hizo el Zeppelin?». El Mundo. 10 de junio de 2014. Consultado el 5 de septiembre de 2019.
14. ↑  Reiff, Corbin (18 de marzo de 2016). «20 Things You Didn't Know John Paul Jones Did». Rolling Stone (en inglés estadounidense). Consultado el 5 de septiembre de 2019.
15. 1 2 3  Carson, 2001, p. 67.
16. ↑  «Jeff Beck on Giving Jimmy Page the "Stairway" Tele and Other Tales from a Life in Guitars | Bacon's Archive». reverb.com (en inglés). Consultado el 5 de septiembre de 2019.
17. ↑  Power, 2011, p. 134.
18. 1 2 3 4  Tolinski, 2012.
19. ↑  «Fly On The Wall: Beck, Page, Moon And The Birth Of Led Zeppelin». loudersound (en inglés). Consultado el 5 de septiembre de 2019.
20. 1 2  Power, 2011, pp. 132–133.
21. ↑  Power, 2011, pp. 131-132.
22. 1 2  Classic Rock Instrumentals, 1992.
23. 1 2 3  Neill, 2011.
24. ↑  «Jeff Beck – Singles Chart History». Official Charts. Consultado el 29 de junio de 2013.
25. ↑  Whitburn, 2008, p. 37.
26. ↑  Power, 2011, p. 126. : Beck más tarde describió a «Hi Ho Silver Lining» como «tener un asiento de inodoro rosa colgando de mi cuello por el resto de mi puta vida».
27. ↑  «Jeff Beck discusses his least-favorite career moment: 'I hated singing it; it's just a bit embarrassing'». Something Else! (en inglés estadounidense). 17 de julio de 2013. Consultado el 5 de septiembre de 2019.
28. ↑  Grow, Kory (16 de mayo de 2018). «Jeff Beck Talks Eric Clapton Rivalry and What Motown Taught Him». Rolling Stone (en inglés estadounidense). Consultado el 5 de septiembre de 2019.
29. ↑  «The Jeff Beck Group's Truth Album Released 50 Years Ago». Genesis Publications (en inglés). Consultado el 5 de septiembre de 2019.
30. ↑  Eder, 2003, p. 34.
31. ↑  «Jeff Beck – Albums». Official Charts. Consultado el 27 de septiembre de 2014.
32. 1 2  Clayson, 2002, p. 95.
33. ↑  Smith, Troy (11 de enero de 2018). «101 greatest guitar songs by Rock & Roll Hall of Fame Inductees». cleveland.com (en inglés estadounidense). Consultado el 5 de septiembre de 2019.
34. ↑  Clayson, 2006, p. 176.
35. 1 2 3  Power, 2011, p. 133.
36. ↑  Wall, 2010, p. 15.
37. ↑  Murray, 2004, p. 64.
38. ↑  Grow, Kory (20 de septiembre de 2018). «Flashback: Jimmy Page, Eric Clapton and Jeff Beck Jam on ‘Layla’ in 1983». Rolling Stone (en inglés estadounidense). Consultado el 5 de septiembre de 2019.
39. ↑  «Led Zeppelin, Golden Vault #97». GoldenPlec (en inglés). 27 de agosto de 2019. Consultado el 5 de septiembre de 2019.
40. ↑  Greene, Andy (21 de noviembre de 2012). «The 10 Wildest Led Zeppelin Legends». Rolling Stone (en inglés estadounidense). Consultado el 4 de septiembre de 2019.
41. ↑  Shadwick, 2005, p. 12.
42. ↑  Fletcher, 2000, p. 188.
43. ↑  Murray, 2004, p. 71.
44. ↑  Neill, 2009.
45. ↑  Clayson, 2002, pp. 180–181.
46. ↑  Erlewine, Stephen Thomas. «Jeff Beck: Artist Biography». AllMusic. Consultado el 5 de octubre de 2014.
47. ↑  Shadwick, 2005, p. 31.
48. ↑  Reiff, Corbin (7 de septiembre de 2018). «How Led Zeppelin Came to Be». Rolling Stone (en inglés estadounidense). Consultado el 5 de septiembre de 2019.
49. ↑  Power, 2011, eBook.
50. ↑  Shadwick, 2005, p. 53.
51. ↑  «Led Zeppelin At 50: Every Zep Song, Ranked By Revenue Generated». Billboard (en inglés). Consultado el 5 de septiembre de 2019.
52. ↑  «The 7,500 Most Important Songs of 1944–2000». Acclaimed Music. 2005. Archivado desde el original el 27 de julio de 2013. Consultado el 29 de junio de 2013.
53. ↑  Creswell, 2005, p. 234.
54. ↑  Unterberger, Richie. «Cream biography». AllMusic (en inglés estadounidense). Consultado el 5 de septiembre de 2019.
55. ↑  Power, 2011, pp. 129-130.
56. ↑  Erlewine, Thomas. «Revolver - The Beatles». AllMusic (en inglés estadounidense). Consultado el 5 de septiembre de 2019.
57. ↑  «San Francisco Psychedelic Rock». Rockument (en inglés estadounidense). Consultado el 5 de septiembre de 2019.
58. ↑  Carson, 2001, p. 56.
59. ↑  Freeman, 1995, p. 31.
60. ↑  Greenwald, Matthew. «James Gang: The Bomber: Closet Queen/Bolero/Cast Your Fate To The Wind – Song Review». AllMusic. Consultado el 4 de septiembre de 2019.
61. ↑  «Beck's Bolero – Song Search Results». AllMusic. Consultado el 4 de septiembre de 2019.